# Bothrioplana semperi
Bothrioplana semperi este  o specie dulcicolă, cosmopolită de turbelariate din ordinul Seriata, subordinul Proseriata (Allocoela) care trăiește în izvoare. A fost găsită și în Europa centrală. Este o specie  mică și zveltă, de 7,5 mm lungime. Corpul este alungit, ușor lățit posterior. Anterior se află lateral două perechi de fosete ciliare senzoriale. Orificiul bucal se deschide în treimea posterioară. Faringele se deschide într-un intestin cu trei ramuri, una anterioară și două posterioare, ca la speciile din ordinul triclade. Dar ramurile posterioare sunt contopite posterior pe o mare parte din lungimea lor, rămânând separate și îndepărtate una de alta numai la bază, constituind astfel un inel în jurul faringelui. Intestinul are diverticule laterale pe toată lungimea lui. Între diverticulele ramurilor intestinale se află elementele componente ale aparatului genital. Un alt caracter interesant, pe care-l găsim aici este prezența unui canal genito-intestinal, prin care căile genitale comunică cu intestinul. Când celulele viteline sunt produse în cantitate prea mare, ele trec în intestin prin acest canal.